# Claudia Jessie
Claudia Jessie Peyton (Moseley, 30 ottobre 1989) è un'attrice britannica.

## Biografia
Cresciuta in povertà tra Birmingham e Londra, Claudia Jessie ha fatto il suo debutto sul piccolo schermo nel 2012 nella soap opera Doctors. Da allora Jessie ha recitato assiduamente in televisione recitando in serie TV come Anubis, Casualty, Bull, L'amore e la vita - Call the Midwife e Doctor Who. Nel 2016 intanto ha fatto il suo esordio cinematografico ne L'ora più bella. Nel 2018 ha interpretato la co-protagonista Amalia Sedley nella miniserie Vanity Fair - La fiera delle vanità, mentre dal 2020 recita invece nella serie di Netflix Bridgerton, in cui interpreta il ruolo comprimario di Eloise Bridgerton.

## Filmografia parziale

### Cinema
- L'ora più bella (Their Finest), regia di Lone Scherfig (2016)

### Televisione
- Doctors – serie TV, 13 episodi (2012-2014)
- Anubis – serie TV, 2 episodi (2013)
- The Paradise – serie TV, episodio 2x08 (2013)
- Casualty – serie TV, 1 episodio (2013)
- Jonathan Strange & Mr Norrell – serie TV, 4 episodi (2015)
- Bull – serie TV, 3 episodi (2015)
- L'amore e la vita - Call the Midwife (Call the Midwife) – serie TV, 1 episodio (2016)
- Padre Brown (Father Brown) – serie TV, episodio 5x02 (2017)
- Lovesick – serie TV, 1 episodio (2018)
- Vanity Fair - La fiera delle vanità (Vanity Fair) – serie TV, 7 episodi (2018)
- Doctor Who – serie TV, 1 episodio (2018)
- Bridgerton – serie TV, 24 episodi (2020-in corso)

## Doppiatrici italiane
- Rossa Caputo in Vanity Fair - La fiera della vanità
- Virginia Brunetti in Doctor Who
- Elena Perino in Bridgerton